# Новополтавский сельсовет (Красноярский край)
Новополтавский сельсовет — сельское поселение в Ермаковском районе Красноярского края.
Административный центр — село Новополтавка.

## Население
| 2010 | 2012 | 2013 | 2014 | 2015 | 2016 | 2017 |
| ---- | ---- | ---- | ---- | ---- | ---- | ---- |
| 576  | ↘547 | ↘527 | ↘507 | ↘495 | ↘481 | ↘479 |

## Состав сельского поселения
В состав сельского поселения входит один населённый пункт — село Новополтавка.

## Местное самоуправление
Новополтавский сельский Совет депутатов
Дата избрания: 13.09.2015. Срок полномочий: 5 лет. Количество депутатов: 7
Глава муниципального образования
- Арсентьев Алексей Владиславович. Дата избрания: 13.09.2015. Срок полномочий: 5 лет